# Gyula Kristó

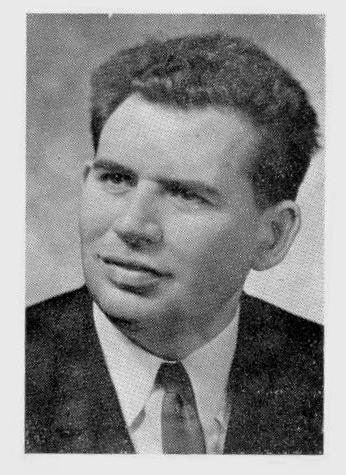
Gyula Kristó

Gyula Kristó (* 11. Juli 1939 in Orosháza; † 24. Januar 2004 in Szeged; ungarisch: Kristó Gyula) war ein ungarischer Historiker und ein Mitglied der Ungarischen Akademie der Wissenschaften. Mit 101 veröffentlichten Monographien und fast 600 Aufsätzen gehört Kristó zu den produktivsten ungarischen Historikern. Sein Werk umfasst verschiedene Gegenstandsbereiche der ungarischen Geschichte von der Frühzeit bis zur Schlacht bei Mohács.

## Leben
Gyula Kristós Eltern waren János Kristó, Maurer der Kreisbaugesellschaft Csongrád, und Veronika Rostás. Nach der Schulzeit, zunächst in Orosháza, studierte Kristó zwischen 1957 und 1962 an der geisteswissenschaftlichen Fakultät der József Attila Universität in Szeged. Hier erhielt er 1962 sein Diplom in ungarischer Geschichte und 1969 in lateinischer Sprache.
Kristó lehrte während seiner gesamten Laufbahn an der Universität in Szeged (1962 bis 1963 war er allerdings Lehrer am Radnóti Miklós Gymnasium in Szeged), seit 1978 als Professor. Er war von 1982 bis 1985 Rektor der Universität und Dekan der Philosophischen Fakultät von 1987 bis 1989. Seit 1992 war er auch Leiter der von ihm maßgeblich geprägten „Szegeder Mittelalterwerkstatt“. Von 1985 bis 1995 war er Mitglied im Vorstand der Ungarischen Historischen Gesellschaft. 1998 wurde Kristó korrespondierendes Mitglied der Ungarischen Akademie der Wissenschaften.
In seinen Werken setzt sich Kristó mit Themenstellungen aus den verschiedensten Bereichen wie Gesellschaft, Militär, Besiedlungs-, Institutionengeschichte auseinander.
Sein Blick geht dabei von der Frühzeit der ethnischen Ungarn (Magyaren) bis zum Beginn der frühen Neuzeit, mit einem Schwerpunkt auf der Zeit der Arpaden.

## Preise und Auszeichnungen
- 1981 Auszeichnung "1300 Jahre Bulgarien"
- 1985 Arbeitsorden (Gold)
- 1986 Kuun Géza-Preis
- 1994 Landkreis Csongrád Creative Award
- 1994 Albert Szent-Györgyi-Preis
- 1996 Jenő Szűcs-Preis
- 1996 Science Award der Stiftung für Szeged

Kristó wurde 1998 zum Ehrendoktor der Universität Pécs.

2002 wurde er Ehrenbürger von Szeged, wo er ohne Unterbrechung seit 1957 lebte.
Nach Gyula Kristó ist die Kristó Gyula-Stiftung in Szeged benannt, die den Kristó Gyula-Preis für Doktorarbeiten im Bereich der mittelalterlichen oder frühneuzeitlichen ungarischen Geschichte vergibt.

Anschrift der Stiftung (2019): Kristó Gyula Alapítvány Kuratóriuma, SZTE Történeti Segédtudományok Tanszék. 6722 Szeged, Egyetem u. 2. III. em.

## Schriften (Auswahl)
- Nem magyar népek a középkori Magyarországon. Budapest 2003 (Übersetzt als: Gyula Kristo: Nichtungarische Völker im mittelalterlichen Ungarn. Gabriele Schäfer Verlag. Herne 2008, ISBN 978-3-933337-61-0)
- Geschichte des frühen Siebenbürgens. 2006, ISBN 3-933337-37-2.
- Die Geburt der ungarischen Nation. 2000, ISBN 3-933337-17-8.
- A székelyek eredete. Budapest 2002. (Die Herkunft der Székler)
- Az Álmos-ág. In: Rubicon. 2000/3.
- Háborúk és hadviselés az Árpádok korában. ISBN 963-9441-87-2.
- Magyarország története 895-1301. Osiris Kiadó, Budapest 1998. (Französisch als: Histoire de la Hongrie Médiévale. I. Le temps des Arpads. Presses Universitaires de Rennes, Rennes 2000)
- Honfoglaló fejedelmek : Árpád és Kurszán. Szegedi Középkorász Műhely, Szeged 1993.
- A történeti irodalom Magyarországon a kezdetektől 1241-ig. Argumentum, Budapest 1994.
- Az Anjou-kor háborúi. Zrínyi Katonai Kiadó, Budapest 1988.
- mit Ferenc Makk: Az Árpádok : fejedelmek és királyok. Szukits, Budapest 2000. (Hierzu auf Deutsch (Übersetzung Claudia Sándor): Die ersten Könige Ungarns: Die Herrscher der Arpadendynastie Gabriele Schäfer Verlag, Herne 1999, ISBN 3-933337-05-4)
- mit Elisabeth Galántai (Hrsg.): Chronica Hungarorum / Johannes de Thurocz. Akadémiai Kiadó, Budapest 1985.